# بخش‌های دپارتمان اوت-کورس
بخش‌های دپارتمان اوت-کورس (انگلیسی: Arrondissements of the Haute-Corse department) شامل ۳ بخش به شرح زیر است:
1. بخش بستیا با ۲۷ کمون (فرانسه) و جمعیت ۸۴ هزار نفر در سال ۲۰۱۳ می‌باشد.
2. بخش کورت با ۱۵۸ کمون (فرانسه) و جمعیت ۵۷ هزار نفر در سال ۲۰۱۳ می‌باشد.
3. بخش کلوی با ۵۱ کمون (فرانسه) و جمعیت ۲۹ هزار نفر در سال ۲۰۱۳ می‌باشد.